# Mr. Big (Album)
Mr. Big ist das Debütalbum der US-amerikanischen Hard-Rock-Band Mr. Big.

## Entstehung
Billy Sheehan, der als einer der besten Bassisten in der Hard-Rock/Metal-Szene gilt, entschied sich nach einer Jam-Session mit Paul Gilbert, dem Gitarristen von Racer X, eine neue Band zu gründen. Sheehan hatte zuvor bei Talas und in der Band um David Lee Roth gespielt, war aber nach der Aufnahme des zweiten Albums der Gruppe, Skyscraper, ausgestiegen.
Als Sänger verpflichteten die beiden Eric Martin, der von 1978 bis 1985 Sänger der Gruppe „415“ (später: „Eric Martin Band“) war und anschließend bis 1988 zwei Alben (Eric Martin und I’m Only Fooling Myself) als Solokünstler veröffentlicht hatte. Schlagzeuger wurde Pat Torpey, der zuvor für John Parr, Belinda Carlisle, Robert Palmer und The Knack gespielt hatte.
Die Band bekam einen Vertrag bei Atlantic Records und ging ins Studio, um ihr Debütalbum aufzunehmen, das von Kevin Elson produziert wurde. Das Album enthielt eine Coverversion des von Steve Marriott geschriebenen Humble-Pie-Titels 30 Days in the Hole. Humble Pie hatten den Titel auf ihrem Album Smokin'  veröffentlicht.
Mr. Big erschien 1989, als Singles wurden die Titel Big Love und Addicted To That Rush veröffentlicht.
Cover
Das Cover zeigte ein Paar ausgetretene Schuhe, einen Gehstock und einen Zylinder, sowie das Logo der Band.

## Rezeption
Mr. Big erreichte Platz 46 der Billboard 200 und hielt sich 18 Wochen in den Billboard-Charts. In Großbritannien gelangte das Debütalbum der Gruppe Platz 60, fiel nach der ersten Notierung jedoch umgehend wieder aus der Hitliste.
Keine der Singles konnte die Charts erreichen.
Das deutsche Magazin Rock Hard vergab 8 Punkte und schrieb:

„Nach John Sykes (Blue Murder) und Jake E. Lee (Badlands) hat nun der dritte Supermusiker, Bassgott Billy Sheehan, sein eigenes Projekt gegründet. Zur Seite stehen ihm dabei der ehemalige Racer X-Gitarrero Paul Gilbert, Sänger Eric Martin und ein Studiodrummer namens Pat Torpey. Das Resultat ist ein sehr songorientiertes Hardrock-Album, das zwar handwerkliche Meisterleistungen (man achte nur auf die relativ vordergründig abgemischten Bassläufe), jedoch keine selbstgefälligen Soloeinlagen enthält. Etwas gesichtslos bleibt Eric Martin, dessen leicht angerauhte Stimme zwar keineswegs schwach ist, der hier aber vom Bass und der stellenweise Steve Vai-artigen Gitarre aus der Frontmann-Position gedrängt wird.“

## Titelliste
1. Addicted to That Rush (Paul Gilbert/Billy Sheehan/Pat Torpey) – 4:46
2. Wind Me Up (Eric Martin/Gilbert/Torpey) – 4:11
3. Merciless (Gilbert/Martin/Torpey) – 3:57
4. Had Enough (Sheehan) – 4:57
5. Blame It on My Youth (Gilbert/Martin/Sheehan) – 4:14
6. Take a Walk (Gilbert/Martin/Sheehan) – 3:57
7. Big Love (Martin) – 4:49
8. How Can You Do What You Do (Jonathan Cain/Martin) – 3:58
9. Anything for You (Gilbert/Martin/Sheehan) – 4:37
10. Rock & Roll Over (Martin) – 3:50
11. 30 Days in the Hole (Steve Marriott) – 4:12

## Auszeichnungen für Musikverkäufe
| Land/Region  | Auszeichnungen für Musikverkäufe (Land/Region, Auszeichnung, Verkäufe) | Verkäufe |
| ------------ | ---------------------------------------------------------------------- | -------- |
| Japan (RIAJ) | Gold                                                                   | 100.000  |
| Insgesamt    | 1× Gold ·                                                              | 100.000  |